# Guatteria glauca
Guatteria glauca Ruiz & Pav. – gatunek rośliny z rodziny flaszowcowatych (Annonaceae Juss.). Występuje naturalnie w Peru oraz Brazylii (w stanie Acre). 

## Morfologia
PokrójZimozielone drzewo o owłosionych gałęziach.
LiścieMają kształt od eliptycznego do podłużnie eliptycznego. Mierzą 12–20 cm długości oraz 5–7 szerokości. Są skórzaste. Nasada liścia jest ostrokątna. Liść na brzegu jest całobrzegi. Wierzchołek jest spiczasty. Ogonek liściowy jest owłosiony i dorasta do 4–7 mm długości.
KwiatySą pojedyncze. Rozwijają się w kątach pędów. Działki kielicha mają owalny kształt i dorastają do 7 mm długości. Płatki mają eliptyczny kształt. Osiągają do 15–17 mm długości.
OwocePojedyncze. Mają elipsoidalny kształt. Osiągają 12 mm długości.